# Urbani-Plateau

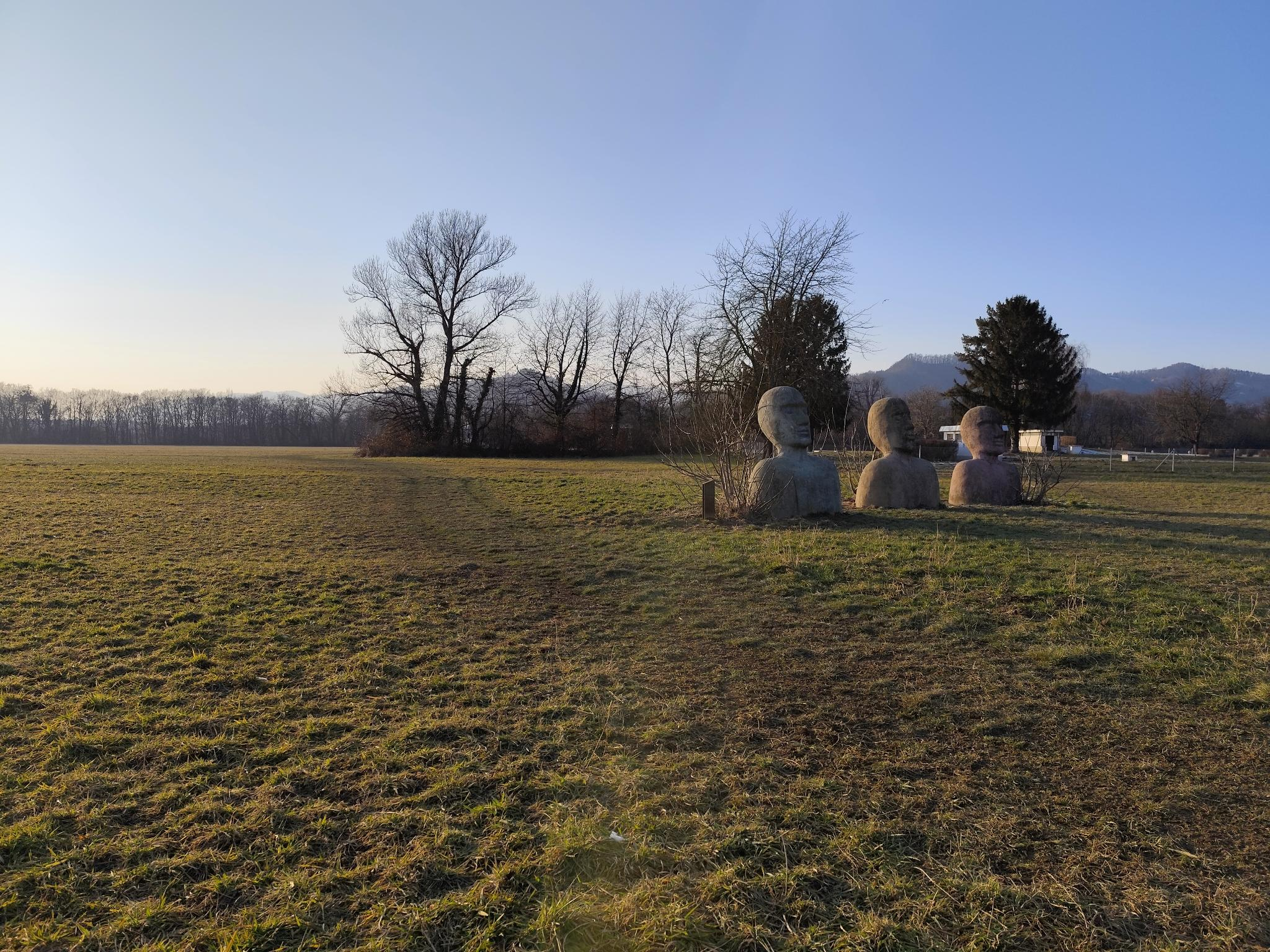
Urbani-Platean mit den Drei-Engel-Skulpturen

Vrbanski plato (deutsch: Urbani-Plateau) ist der Name einer als Grünfläche gehaltenen Ebene in der Stadtgemeinde Maribor in Nordosten Sloweniens. Die Ebene ist bedeutsam für die Wasserversorgung der Region und als Naherholungsgebiet.

## Geographie
Das Urbani-Plateau liegt im Nordwesten der Stadtgemeinde Maribor oberhalb des linken Ufers der Drau nordöstlich der Maribor-Insel und unterhalb des Kalvarienberges im Nordosten. Die Ebene wird im Nordwesten durch den Bach Vinarski potok östlich von Kamnica begrenzt, im Süden durch die Bebauung und Straßen (Koroška cesta, Njegoševa ulica) im Mariborer Stadtteil Koroška vrata.
Die Vrbanska cesta durchquert die Ebene als Verbindungsstraße von Koroška vrata nach Kamnica, dem Hauptort der gleichnamigen Ortsgemeinschaft, von Südosten nach Nordwesten. Neben der Autostraße verläuft die baumbegrenzte Allee von Kamnica als Fußgänger- und Fahrradweg. Mitten auf der Ebene stehen nahe an der Wasserpumpstation die Drei-Engel-Skulpturen (Trije Angeli) der slowenischen Bildhauerin Lučka Koščak (1957–2022). Im Nordosten gelangt man über die mehr als 450 Stufen umfassende Steintreppe zum Kalvarienberg. Am nordwestlichen Rand des Plateaus befindet sich das Herrenhaus Račji dvor. Jenseits des Bach Vinarski potok liegt das Hippodrom von Kamnica.

## Bedeutung für die Wasserversorgung
Der Grundwasserleiter des Plateaus ist die größte Wasserressource für Maribor, die zweitgrößte Stadt Sloweniens und dreizehn umliegende Gemeinden.

## Sehenswürdigkeiten und Bauwerke
- Flussinsel Mariboski otok
- Hipodrom Kamnica
- Stopnice na Kalvarijo (Die Stufen auf den Kalvarienberg)[3]
- Kamniški drevored (Allee nach Kamnica)
- Herrenhaus Račji Dvor
- Drei-Engel-Skulpturen